# Jules Sommeillier
Jules Sommeillier est un homme politique français né le 8 août 1856 à Montmédy (Meuse) et mort le 12 novembre 1900 à Norroy-le-Sec (Meurthe-et-Moselle).

## Biographie
Fils d'un dirigeant de l'une des plus grandes exploitations agricoles de la région et d'une brasserie, il se présente à École polytechnique, où il fut admissible, et à Saint-Cyr où il fut reçu à la cinquième place. Néanmoins son père lui interdit une carrière militaire et pendant douze ans cogère l'exploitation familiale. Il poursuit en même temps des études de droit et s'installe comme avocat à Montmédy. Il est conseiller municipal de la ville lorsque le parti républicain l'appelle au conseil général en 1889 face à Gustave d'Egremont qui le bat de 14 voix. L'élection est invalidée par le Conseil d'État le 18 janvier 1890 et cette fois Sommeillier gagne.
En 1895 il est réélu sans concurrent tandis qu'il passe à la mairie de Montmédy entre le 29 juillet 1892 et 1897, lorsqu'il la quitte volontairement. Il se présente à la députation 1898 comme « républicain progressiste » avec le soutien des autres conseillers généraux et d'arrondissements. Il fait finalement face à un autre républicain plus à gauche, Gustave Renaudin mais le bat assez facilement. À la Chambre il s'inscrit au groupe de la Gauche démocratique.
Il mourut d'un anémie le 12 novembre 1900. Lors de ses obsèques près de 1 500 personnes étaient présentes.

## Sources
- « Jules Sommeillier », dans le Dictionnaire des parlementaires français (1889-1940), sous la direction de Jean Jolly, PUF, 1960 [détail de l’édition]
- Dir. Jean El Gammal, François Roth et Jean-Claude Delbreil, Dictionnaire des Parlementaires lorrains de la Troisième République, Metz, Serpenoise, 2006 (ISBN 2-87692-620-2, OCLC 85885906, lire en ligne), p. 259-260